# Mark Alderweireldt
Mark P. Alderweireldt (1964) is een Belgisch bioloog en arachnoloog.
Hij werkt voor de Universiteit Gent en het Provinciebestuur Oost-Vlaanderen. Hij is bestuurder van de Belgische Arachnologische Vereniging. Alderweireldt heeft samen met enkele andere arachnologen heel wat publicaties op zijn naam staan. Enkel spinnensoorten die door Alderweireldt werden beschreven zijn Evippomma albomarginatum, Foveosa infuscata, Hippasa elienae en Trabea nigristernis.
Hij deed onderzoek naar het belang van spinnen als biologische pestbestrijders in agroecosystemen op de proefpercelen van de Universiteit Gent. Alderweireldt heeft zich daarnaast gespecialiseerd in de wolfspinnen van Europa en Afrika en is op de directie Leefmilieu van het Provinciebestuur Oost-Vlaanderen bezig met natuur- en milieubeleid. Ook is hij actief als natuurfotograaf.